# Ірецька Наталія Олександрівна
Ната́лія Олекса́ндрівна Іре́цька (рос. Наталия Александровна Ирецкая; 1845, Санкт-Петербург — 15 листопада 1922, Петроград) — російська співачка (сопрано) і музичний педагог.

## Життєпис
Народилася в сім'ї капітана-лейтенанта.
1868 року Наталія Ірецька закінчила Петербурзьку консерваторію. Учениця Генрієтти Ніссен-Саломан. Далі удосконалювала виконавську майстерність у Парижі під керівництвом Поліни Віардо. Іван Тургенєв в одному з листів відзначив Ірецьку як одну з найкращих учениць Поліни Віардо, яка творчо перейняла її методику викладання.
Виступала у Франції та Німеччині. 1874 року повернулася в Росію і, крім концертної діятельності, стала навчати співу. У 1874–1908 роках і від 1909 року викладала в Петербурзькій консерваторії (від 1881 року — професор, від 1909 року — заслужений професор). У 1875–1900 роках одночасно викладала хоровий спів у Петербурзькому училищі ордена святої Катерини.
У педагогічній практиці Ірецька опиралася на принципи школи М. П. Р. Гарсіа та на досвід видатних співаків минулого. Чітка методика, тільки індивідуальний підхід допомагали Ірецькій розвивати вокальні здібності її учениць. Ірецька добивалася високої художньої якості виконання, звертала особливу увагу на розвиток відчуття міри та стиля, ретельно підбираючи репертуар.
Серед учениць Ірецької — її донька Наталія Акцері, Любов Андрєєва-Дельмас, Надія Забіла-Врубель, Ксенія Дорліак, Олена Садовень, Олена Катульська, Лідія Липковська, Зоя Лодій, Євгенія Лучезарська, Ніна Гонтарук та інші співачки.